# 彼得·達林
彼得·耶斯佩尔·達林（Peter Jesper Dahlin，1980年5月30日—），曾用名Pater Beckernrindge，瑞典籍人權活動家，以創辦支持中國維權運動的組織保護衛士知名。2016年1月3日，彼得·達林被中国警方在北京首都国际机场以涉嫌危害國家安全罪逮捕。1月19日，中国中央电视台新闻频道公布了他的“认罪”视频，后彼得·达林接受《纽约时报》采访时称，被拘禁的23天中接受日夜審問、不准睡覺、整夜不關燈等根據國際公約所認定的酷刑後被命令寫悔過書，电视认罪是被强迫的，事先被要求在鏡頭前背诵中方指定的稿子。1月25日，達林在获释后被驱逐出境返回瑞典。
彼得·達林的被捕与中国当局公布其“认罪”视频的行为受到了中國大陸媒体、國際媒体的高度关注。他是第一位因為支持中國人權運動而遭逮捕拘留的外籍人士，也是中國官媒公布「認罪」言论的第一位外籍人士，评论人士擔憂，这表明在华「境外非政府組織」的寒冬將至。

## 關注中國維權運動
彼得·达林从2007年开始在中国生活。2009年，彼得·達林與北京鋒銳律師事務所維權律師王全璋等人在香港共同創辦了“人權衛士緊急救援協會”（Chinese Urgent Action Working Group）组织，该组织以“Joint Development Institute Limited”（JDI）的名义在香港注册。JDI在北京以非政府組織「維權緊急援助組」的名义活动，在中国内地設立了10多個法律援助站，為尋求促進法治發展、反對侵害人權的活動家及律師提供培訓和支持，并向海外提供中国人權報告；《環球時報》指JDI组织接受西方政府机构及非政府组织的捐助，並稱其先后在23个省及直辖市向151人培训如何进行维权活动。
達林所屬的人權衞士緊急救援協會，據該組織官網介绍，是由一群中國學者、律師和政治專家組成，其目的是通過法律援助等方式支持並保護中国境内受迫害的維權人士，基於維持協會的安全和可持續性的運行，并且「不提供任何關於協會人員的信息」。英国BBC報導說，該協會在事發前曾向聯合國递交了一份《中国人權報告》，内容是關於中国政府「恫嚇、監視、軟禁、人身攻擊、綁架和任意拘留」維權人士的案例，而達林在報告上被列為其在中國的聯絡人之一。

## 被拘禁及认罪

### 事件发展过程
2016年1月3日，原计划前往泰国的達林在北京首都国际机场登機前失蹤，第二天被拘留，后来证实是被當局以涉嫌危害國家安全罪逮捕。另外由于人权卫士紧急救援协会并没有在中国境内註冊備案，不具备在中国境内从事经营活动的权利，所以其将离岸账户接受的境外资金用于中国境内活动，涉嫌非法经营、逃税漏税等多项罪名。当局还指控JDI在被调查时存在销毁证据和串供行为。
2016年1月19日，已被当局关押多日的彼得·达林出现在中国中央电视台新闻频道的“24小时”新闻节目上，在播出的视频中，他表示了道歉和认罪。新华社也发表文章聲稱，達林承認他們撰寫的報告「並不能反映真實全面的情況」，新華社還稱，該組織培訓的律師及活動人士「插手社會熱點問題和敏感案件，蓄意激化一些原本並不嚴重的矛盾糾紛」，「煽動群眾對抗政府，意圖製造群體性事件」。此前，被當局逮捕的香港失蹤書商、拥有瑞典國籍的桂民海也曾「供認罪行」。2016年9月，彼得·达林接受了《纽约时报》的采访，采访中他证实在央视的电视认罪的确是被强迫的，当局提供给他写好的稿子，要求他背诵下来。同时他表示，发生这种事，完全没有感到后悔。
《环球时报》称，中国方面抓捕彼得·達林后，根据《维也纳领事关系公约》的规定向瑞典使馆通报，并安排瑞典使馆与彼得见面。经过瑞典政府与中国政府多日的交涉、协商，彼得·達林于1月25日被釋放并遭逐出境返回瑞典。随后，瑞典驻华大使馆的官方微博和中国外交部发言人证实这一消息。他的中國籍女友潘金玲也被当局释放，但仍然在北京。

### 反应和评论

#### 中国大陆方面
据《环球时报》称，彼得·达林承认JDI没有在中国大陆运行的权利，但他本人仍然从事相关非法活动。他认为《中国人權報告》“并不能反映真实中国的全貌情况”，是“为了让出资方高兴”而写的。《环球时报》认为，中国的基层矛盾是維權律師存在的背景之一，而西方一些基金会向舆论输入的价值观助长了维权活动和相关的争论。
新华社称，据JDI成员王某、邢某供述，彼得被境外势力利用，用来抹黑中国国家形象和培植反华势力，目的是扰乱社会秩序，并改变中国的社会制度。
军事评论员高峰认为，西方通过“和平演变”战略成功颠覆苏联后，试图在乌克兰等国扶植亲西方政权。其中非政府组织起到重要作用。因此俄罗斯严格管控非政府组织，9000余个非政府组织被关闭。彼得·达林和JDI也有明显和平演变目的。因此中国应该加强对非政府组织的管理。

#### 协会及同事等
人權衞士緊急救援協會成員、人權問題研究者邁克爾·卡斯特（Michael Caster）透過郵件接受《紐約時報》採訪時指出，達林的支持者先前沒有公開談論此案件，是因希望靜默外交能助於其儘快釋放，但目前看來「這樣的時機似乎已經過去」。卡斯特認為中央電視台播出的達林「自白」，有被強迫的部份。卡斯特指出，達林和其組織的確為中國公民社會以提供培訓和技術為支援人權律師，來為中國的被剝奪權利和受壓迫的人們提供正義，但他們並沒有謀取私利或對中國帶有惡意。卡斯特認為逮捕及自白影片的相關指控和自白是為了讓他和他所從事的工作去正當性；卡斯特認為“當局指控達林攻擊、抹黑中國的說法是荒謬的，他認為達林的所謂「招認」是遭強逼，而招認內容看來也明顯是在讀稿”。
達林的中國夥伴、仍在關押中的王全璋律師通过其辯護律師余文生表示，他對央視節目內容的真實性存疑，中国法律没规定境外组织支持法律维权属于违法。如果央視的報導內容屬實，也不違反中國法律。而且，中國很多訪民和律師，向一些得不到國家幫助的人士提供了法律協助，讓這些人士不要通過法律之外的手段去解決問題。法外之路有很多，拿起槍造反也是一個途徑。其亦称「我認為（達林所做）這是一件好事，可以幫助國家實現法治。中共當局對這種事都不能容忍，實際上是逼著得不到法律幫助的人們去走法外之路。」

#### 達林本人
達林在2019年1月7日，向「英國電訊監管機構」（Ofcom）投訴中國中央電視台違反英國廣播條例有關隱私和公正的法規，要求 Ofcom 撤銷央視國際部在英國的電視執照。
達林指出2016年1月，他與幾個同事以及女朋友，都被置於所謂的「指定居所监视居住」下，在沒有被正式逮捕或接受審訊的情況下，被迫錄製影片，否則他的女友將被長期監禁。達林在投訴狀中表示，由於被單獨監禁，他不知道影片在黃金時段發布在CCTV13，而他從未被告知這是公共使用，他也強調並沒有同意播出這段影片。
達林在2016年7月首次接受的披露採訪中表示，他每天被提審，每次提審通常是在晚上他疲倦的時候，一般會持續幾個小時。審訊是在與牢房不同的房間裡進行，房間裡有一張桌子和刺眼的燈光。他說，審訊人員並沒有打過他，但嘗試過不同的策略以向他施壓。審訊人員曾經試圖不讓他睡覺，整夜都不關他牢房裡的日光燈。

#### 各国观点
瑞典外交部表示「不能接受」，同时，瑞典驻华大使馆的官方新浪微博账号也发帖表示高度关注，并批评央视的“电视认罪”做法。
据英國《金融時報》報導，歐盟駐華大使史偉表示歐盟「嚴重關切」，「我們希望（這次拘捕）不是一個『新常態』，但是我們的確看到令人極度擔憂的趨勢。」並呼籲這類案件要「充分透明」。在中華人民共和國被當局控以政治敏感罪名的人士在當局官媒電視上「認罪」，已是普遍現象，但當局對相關刑事訴訟和司法程序卻仍保密。他還說，「我們不能、也不會保持沉默或在我們的價值觀上妥協，這是一個原則問題。」
美国国务院表示，对在中国“疑似被迫认罪”的人数增加感到担忧，这阻碍了中国的法治社会建设。他說「所谓的供罪往往发生在审判开始或指控宣布之前。有些人没有得到法律或领事协助。在一些事件中，外国公民可能是以违背其意愿的方式、以法外途径被带入中国大陆。」「这些行动削弱了中国自称是法治社会的主张，与中国的人权承诺背道而驰，阻碍了中国试图建设更透明、更有效的司法制度的努力。」

#### 其他媒体
有港台媒體形容，達林的“悔罪”视频就像「周子瑜被逼道歉翻版」。
BBC称，外國活動人士被拘禁，讓位於北京的非政府組織感到震驚，有專家認為這是當局加大力度「消除中國獨立公民社會」的一個事例。彼得·達林的支持者說，對他關於危及中國國家安全的指控「毫無根據」。
外界質疑，達林患有潛在生命危險的愛迪生氏病，必須每天服藥，當局可能涉嫌以拒絕提供藥品來威脅迫使他「交代坦白」。但据《环球时报》称，相关药品已经按时按量供给。